# مقالات نقدية متنوعة
مقالات نقدية متنوعة Critical and Miscellaneous Essays- هو عنوان مجموعة من المراجعات المعاد طباعتها ومقالات أخرى في المجلات كتبها
المؤرخ والفيلسوف الاسكتلندي توماس كارلايل. إلى جانب الثورة الفرنسية، كان أحد الكتب التي صنعت اسمه. ويتراوح موضوعها من النقد الأدبي (خاصة الأدب الألماني) إلى السيرة الذاتية والتاريخ والتعليقات الاجتماعية. وُصفت هذه المقالات بأنها "مثيرة للاهتمام في حد ذاتها باعتبارها نماذج من النثر المصور والواقعي الأصلي.. لا غنى عنها لفهم تطور عقل كارلايل ومسيرته الأدبية"، وقد لاحظ الباحث أنجوس روس أن نموذج المراجعة يعرض في أعلى درجة "خطاب كارلايل، وتلميحه، وجداله، وإحساسه بلعب دور النبي".

## نشر الكتاب
وسيلة دخل كارلايل في أواخر عشرينيات وأوائل ثلاثينيات القرن التاسع عشر كانت كمراجع وكاتب مقالات، حيث ساهم في مجلة إدنبرة، ومجلة فريزر، ومجلات أخرى. في وقت مبكر من عام 1830، فكر في جمع هذه المقالات في شكل كتاب، لكنه لم يستعد بجدية لمثل هذه الطبعة حتى عام 1837، عندما دخل بمساعدة أصدقائه رالف والدو إيمرسون وهارييت مارتينو وآخرين. في مفاوضات مع ناشر بوسطن جيمس مونرو. تم نشر المقالات النقدية المتنوعة على النحو الواجب في أربعة مجلدات، صدر أول مجلدين في 14 يوليو 1838، مع مقدمة كتبها إيمرسون، والأخيران في 1 يوليو 1839. تم إرسال 250 نسخة من طبعة مونرو إلى الناشر اللندني جيمس فريزر، الذي باعها لأول مرة تحت بصمته الخاصة ثم في عام 1840، أنتج طبعة ثانية. تبعتها طبعة ثالثة في عام 1847، وطبعة رابعة في عام 1857، نشرت كل منهما من قبل شركة تشابمان آند هول، وتضم كل منها إضافات من الإنتاج الصحفي المستمر لكارلايل.

## تقديم
ذكر الوزير الأمريكي جيمس فريمان كلارك في عام 1864 أنه "جاء هذا الكاتب الجديد، خاصة بالنسبة للشباب، وفتح عوالم مجهولة من الجمال والعجائب. لقد جذبنا تأثير غريب، على عكس أي تأثير آخر، إلى كتاباته. قبل أن نعرف اسمه ، كنا نعرفه، وكان بإمكاننا التعرف على مقال لمؤلفنا الجديد بمجرد أن نفتح صفحات مجلة فورين ريفيو، أو إدنبرة، أو وستمنستر، ونقرأ بضع فقرات. ذكّر القراء الأمريكيين بـ "الصفحات التي، في الأوراق المجهولة المتناثرة في المجلات البريطانية، تحدثت إلى عقولهم الشابة بتركيز يمنعهم من النوم". أشار ريتشارد فاجنر إلى "نوفاليس" في مقالته "في الشعر والتأليف" (1879). الطبيب والثيوصوفي ويليام أشتون إليس نقلاً عن "نوفاليس" في محاضرة ألقاها في اجتماع جمعية تشجيع الفنون الجميلة في 3 فبراير 1887.

## قائمة المقالات
فيما يلي قائمة بمحتويات المقالات النقدية المتنوعة كما تظهر في طبعة المئوية (التي نُشرت في الأصل في الفترة من 1896 إلى 1899)، وهي الطبعة القياسية لأعمال توماس كارلايل.

### المجلدالأول
1. مقدمة بقلم هنري داف تريل
2. جان بول فريدريش ريختر [1827] مراجعة ادنبره، رقم. 91.
3. حالة الأدب الألماني [1827] مراجعة ادنبره، رقم. 92.
4. حياة وكتابات فيرنر [1828] المراجعة الأجنبية، العدد. 1.
5. هيلينا لجوته [1828] المراجعة الأجنبية، العدد. 2.
6. جوته [1828] المراجعة الأجنبية، العدد. 3.
7. بيرنز [1828] مراجعة ادنبره، رقم. 96.
8. حياة هاين [1828] المراجعة الأجنبية، العدد. 4.
9. الكتاب المسرحيون الألمان [1829] المراجعة الأجنبية، العدد. 6.
10. فولتير [1829] المراجعة الأجنبية، العدد. 6.
11. لملحق الأول
12. الكسور [1823-1833]
13. مأساة فراشة الليل
14. كوي بونو
15. أربع خرافات
16. أغنية الزارع
17. وداعا
18. الخنفساء
19. اليوم
20. فورتونا
21. الملحق الثاني
22. مراجعة جان بول فريدريش ريختر لرواية "أليمان" للمدام دي ستايل. [1830]
23. مجلة فريزر، العدد. 1 و 4.
24. شيلر، جوته، ومدام دي ستايل (1832)
25. مجلة فريزر، العدد. 26.
26. ملخص

### المجلد الثاني
- نوفاليس [1829] -المراجعة الأجنبية، العدد. 7.
- علامات العصر [1829]- مراجعة ادنبره، رقم. 98.
- في التاريخ [1830]- مجلة فريزر، العدد. 10.
- جان بول فريدريش ريختر مرة أخرى (1830)- المراجعة الأجنبية، العدد. 9.
- مزمور لوثر [1831]-مجلة فريزر، العدد. 12.
- شيلر [1831] -مجلة فريزر، العدد. 14.
- أغنية نيبيلونجن [1831] -مراجعة وستمنستر، رقم. 29.
- الأدب الألماني في القرنين الرابع عشر والخامس عشر. [1831] -المراجعة ربع السنوية الأجنبية، رقم. 16.
- مسح تايلور التاريخي للشعر الألماني [1831] -مراجعة ادنبره، رقم. 105.
- صورة جوته [1832] -مجلة فريزر، العدد. 26.
- وفاة جوته [1832] -مجلة شهرية جديدة العدد . 138.
- أعمال جوته [1832] -المراجعة ربع السنوية الأجنبية، رقم. 19.
- زائدة -الحكاية [1832] -مجلة فريزر، العدد. 33.
- رواية [1832] -مجلة فريزر، العدد. 34.
- ملخص

### المجلد الثالث
- الخصائص [1831] -مراجعة ادنبره، رقم. 108.
- السيرة الذاتية [1832] -مجلة فريزر، العدد. 27 (لشهر أبريل).
- حياة بوزويل لجونسون [1832] -مجلة فريزر، العدد. 28.
- قوافي قانون الذرة [1832] -مراجعة ادنبره، رقم. 110.
- في التاريخ مرة أخرى [1833] -مجلة فريزر، العدد. 41.
- ديدرو [1833] -المراجعة ربع السنوية الأجنبية، رقم. 22.
- الكونت كاليوسترو [1833] -مجلة فريزر، العدد. 43، 44 (يوليو وأغسطس).
- وفاة إدوارد ايرفينغ [1835] -مجلة فريزر، العدد. 61.
- القلادة الماسية [1837] -مجلة فريزر، العدد. 85 و 86.
- ميرابو [1837] -مراجعة لندن وويستمنستر، العدد 2. الثامن.
- ملخص

### المجلد الرابع
- التاريخ البرلماني للثورة الفرنسية [1837] -مراجعة لندن وويستمنستر، العدد 2. 9.
- السير والتر سكوت [1838] -مراجعة لندن وويستمنستر، العدد 2. 12.
- مذكرات فارنهاغن فون إنس [1838] -مراجعة لندن وويستمنستر، العدد 2. 62.
- الشارتية [1839]
- التماس بشأن مشروع قانون حق المؤلف [1839]- الممتحن، 7 أبريل 1839.
- على غرق السفينة فينجيور [1839] [أ]- مجلة فريزر، العدد. 115.
- بيلي ذا كوفينتر [1841] [ب]- مراجعة لندن وويستمنستر، العدد 2. 72.
- دكتور. فرانسيا [1843] [ج]- المراجعة ربع السنوية الأجنبية، رقم. 62.
- انتخابات البرلمان الطويل [1844] [د]-مجلة فريزر، العدد. 178.
- سؤال الزنجي [1849]- طبع لأول مرة في مجلة فريزر، ديسمبر 1849؛ أعيد طبعه في شكل كتيب منفصل، لندن، 1853.
- منذ مائتين وخمسين سنة [1850] [ه] -تم العثور عليه مؤخرًا في مجلة Leigh Hunt's Journal، رقم. 1، 3، 6 (السبت 7 ديسمبر 1850 وما يليها). قيل أن هناك "من كيس النفايات الورقية" الخاص بي. على ما يبدو، جزء من تاريخ معين (فشل تاريخ) لجيمس الأول، والذي لا أمتلك ذكريات واضحة عنه. (مذكرة عام 1857.)
- الأوبرا[و]- تذكار لعام 1852
- مشروع المعرض الوطني للصور الاسكتلندية [1854] [ز]- طبع في وقائع جمعية الآثار في اسكتلندا، المجلد. أنا. الجزء 3 (4to، ادنبره، 1855).
- سارق الأمراء [1855] [ح] مراجعة وستمنستر، رقم. 123 يناير 1855.
- الخطاب الافتتاحي في إدنبرة، ٢ أبريل ١٨٦٦
- ملخص

### المجلد الخامس
- إطلاق النار على نياجرا: وبعد ذلك؟ [أغسطس 1867] -أعيد طبعه من مجلة ماكميلان، في أغسطس 1867. مع بعض الإضافات والتصحيحات. المرحلة الأخيرة من الحرب الفرنسية الألمانية، 1870-1871- ملخص
- الأوراق التي تم جمعها لأول مرة- مونتين موسوعة ادنبره، المجلد. الرابع عشر.
- السيدة ماري وورتلي مونتاجو - موسوعة ادنبره، المجلد. الرابع عشر.
- مونتسكيو موسوعة ادنبره، المجلد. الرابع عشر.
- الإعلان التشويقي - موسوعة ادنبره، المجلد. الخامس عشر.
- هولندا- موسوعة ادنبره، المجلد. الخامس عشر.
- ويليام بيت، إيرل تشاتام - موسوعة ادنبره، المجلد. السادس عشر.
- ويليام بيت، الأصغر موسوعة ادنبره، المجلد. السادس عشر.
- كروثرز وجونسون؛ أو ضواحي الحياة مجلة فريزر، يناير 1831.
- ملوك النرويج الأوائل
- صور جون نوكس
- فِهرِس